# Bisdom Acarigua-Araure
Het bisdom Acarigua-Araure (Latijn: Dioecesis Acariguaruensis) is een rooms-katholiek bisdom met als zetel Acarigua, in Venezuela. Het bisdom is suffragaan aan het aartsbisdom Barquisimeto. 

## Geschiedenis
Het bisdom werd opgericht op 27 december 2002, uit delen van het bisdom Guanare. 

## Parochies
Het bisdom had in 2022 een oppervlakte van 5.510 km2 en telde 700.160 inwoners waarvan 93,1% rooms-katholiek was.

## Bisschoppen
- Joaquín José Morón Hidalgo (27 december 2002 - 30 oktober 2013)
  - Ramón Antonio Linares Sandoval (apostolisch administrator: 31 oktober 2013 - 31 oktober 2015)
- Juan Carlos Bravo Salazar (10 augustus 2015 - 16 november 2021)
- Gerardo Ernesto Salas Arjona (22 augustus 2022 - heden)

Barquisimeto (aartsbisdom) · Acarigua-Araure · Carora · Guanare · San Felipe